# Crocidura nicobarica
Crocidura nicobarica är en däggdjursart som beskrevs av Miller 1902. Crocidura nicobarica ingår i släktet Crocidura och familjen näbbmöss. IUCN kategoriserar arten globalt som akut hotad. Inga underarter finns listade i Catalogue of Life.
Denna näbbmus förekommer endemisk på Great Nicobar Island i Indiska oceanen. Den hittades vid cirka 100 meter över havet. Arten vistas i lövskiktet på marken i fuktiga lövfällande skogar. Under en expedition från 1984 hittades inga individer men utbredningsområdet ingår i Campbell Bay nationalpark och det finns kanske exemplar kvar.